# Chiesa di Santa Giulia (Bonorva)
La chiesa di Santa Giulia è una chiesa campestre situata in territorio di Bonorva, centro abitato della Sardegna nord-occidentale. Consacrata al culto cattolico, fa parte della parrocchia della Natività di Maria, arcidiocesi di Sassari.
La chiesa è ubicata nella frazione di Rebeccu, villaggio medievale ormai abbandonato appartenuto alla curatoria di Costavalle e sede del magistrato del Cantone. Risalente al XII secolo, era originariamente chiamata "Santa Maria in Rebeccu".